# レコ☆Hits!
『レコ☆Hits!』（レコヒッツ）は、日本テレビで2009年から深夜に放送されたレコチョク一社提供 の音楽番組。

## 放送時間
- 2009年1月14日 - 2009年3月25日：水曜 24:59 - 25:29（木曜 0:59 - 1:29、JST）
- 2009年4月7日 - 2012年3月27日：火曜 24:29 - 24:59（水曜 0:29 - 0:59、JST、特別編成等で遅延の場合もあり）

## 内容
番組スポンサーであるレコチョクが毎週水曜に集計する着うたフルのダウンロードランキングトップ30（20）を元に、撮って出し（放送日当日に収録する）方式でその日の深夜に放送していた（ネット局では放送日が異なる）。その他、音楽と関連するニュースや、独自に調査した着うたの情報を紹介するコーナーなどがあり、バラエティ番組の面も持つ。
木下優樹菜と佐々木希は、レギュラー番組ではともにMC初挑戦。
オープニングではレギュラー出演者の名前の下に、現在着うたにしている楽曲が表記されている。また、開始当初はその着うたを宣言していた。
ランキングやVTRにいく時は、親指と人指し指をL字形に構えた左手を右から左に動かし、「レコ☆HITS!」とコールしながらポーズする。提供読みの際は「Music Energy レコチョクの提供でお送りします（しました）」（番組開始から2011年6月までは「気持ちUp date レコチョクの提供でお送りします（しました）」）。
2011年4月5日放送分から内容をリニューアルし、出演者は木下と佐々木の二人のみとなる。
3年3ヵ月続いた番組であったが、番組メインMCだった木下が産休に入るなどの事情も重なり、2012年3月27日放送分をもって最終回を迎えた。

## 出演

### MC
- 木下優樹菜
  - 2009年3月4日放送は、『クイズ!ヘキサゴンII』（フジテレビ）の収録[2]、2009年11月10日放送はインフルエンザのため欠席[3]。
- 佐々木希
  - 2009年4月21日放送は、K-1 WORLD MAX 2009開幕戦（TBS）出演のため、欠席[4]。5月26日放送は予定通り収録に参加したあと、DREAM.9の中継にゲスト出演。さらに10月5日放送も通常通りに収録に参加後、DREAM.11の中継にゲスト出演した[5]。
  - 2010年1月5日放送は、体調不良のため、欠席[6]。
  - 2010年7月13日から9月14日[7] 放送分までは自身初主演ドラマ『土俵ガール!』（毎日放送製作、TBS系列）と一部時間が重複していたが、通常通りに出演した。

### その他（出演者）
- 葉山エレーヌ（日本テレビアナウンサー）
  - 2009年6月2日放送から隔週で別の場所からの出演となっていた。現在はナレーターで出演しているが、特集コーナーでは顔出しすることもある。
- 大山のぶ代

レコ☆Hits!神社のヒットの神様の声を担当。口調がドラえもんそのままのため、ゲストにすぐに気づかれることが多い。
- 小山力也

大山同様、レコ☆Hits!神社のヒットの神様の声を担当。口調が『24』のジャック・バウアー（キーファー・サザーランド）そのままだが、大山のようにゲストにすぐ気づかれることは少ない。
- 平野文（2011年1月4日 -）

大山、小山同様、レコ☆Hits!神社のヒットの神様の声を担当。口調が『うる星やつら』のラムちゃんそのままで、ゲストにすぐ気づかれることが多い。
- ダンディ坂野（2011年3月8日）

大山、小山、平野同様、レコ☆Hits!神社のヒットの神様の声を担当。

### 過去の出演者

#### レコ☆Hits!ガール
- 高橋京子（2009年1月14日-2009年7月7日[8]）
  - 番組開始から降板まで一度も欠席がなかった。
- 三浦葵（2009年1月14日-2009年7月7日）
  - 2009年4月14日放送はインフルエンザのため欠席。
- 大石参月[9]（2009年7月14日-2010年3月30日）
- ローラ（2009年7月14日-2010年3月30日）
- Nanami（2009年1月14日～2011年3月29日）
  - 2009年5月5日放送は体調不良[10]、5月19日放送は自身がモデルを務めるJJのハワイロケ[11] のため欠席[12]。
- 有末麻祐子（2009年1月14日～2011年3月29日）
  - 2009年3月18日放送はインフルエンザ、同年8月18日放送はSeventeen夏の学園祭2009[13] 出演、2010年2月2日と同年2月9日は新型インフルエンザ[14]、同年3月2日はSeventeenのハワイロケ[15] のため欠席。
- トリンドル玲奈（2010年4月6日～2011年3月29日）

※2011年3月29日放送分でNanami、有末、トリンドルが卒業したことにより、レコ☆Hitsガール全員が姿を消すことになった。また、このうち三浦、Nanami、有末、トリンドルは『めざましテレビ』（フジテレビ）の『MOTTOいまドキ!』にも出演していた。さらに有末は『ZIP!』に2012年3月まで出演していた。

#### その他の出演者
- 古閑陽子（当時日本テレビアナウンサー）
  - 2009年3月25日から同年5月まで出演。最初はスタジオ出演だったが、2回目以降は隔週で出演していた。
- 松尾英里子（当時日本テレビアナウンサー）
  - 2009年3月4日放送で木下が欠席の際、代理出演している[17]。同年4月7日から夏頃まで隔週で出演していた。
- 古市幸子（当時日本テレビアナウンサー）
  - 2009年9月14日出演。
- 脊山麻理子（当時日本テレビアナウンサー）
  - 2009年11月10日出演。
- 上田まりえ（日本テレビアナウンサー）
  - 2009年12月22日、2010年1月26日、3月2日出演。

## 放送リスト
| 放送リスト | 放送リスト     | 放送リスト                                                                              | 放送リスト |
| 回         | 放送日         | サブタイトル                                                                            | ゲスト |
| ---------- | -------------- | --------------------------------------------------------------------------------------- | --- |
| 1          | 2009年1月14日  |                                                                                         | 賀集利樹 |
| 2          | 2009年1月21日  | 優樹菜と希 MC挑戦中                                                                     | 渡部建 （アンジャッシュ）                                                                                              |
| 3          | 2009年1月28日  | 優樹菜と希VS岡田圭右                                                                    | 岡田圭右 （ますだおかだ）                                                                                              |
| 4          | 2009年2月4日   | 優樹菜と希 誕生日SP                                                                     | 杉浦太陽 |
| 5          | 2009年2月11日  | 優樹菜と希 チョコ竹山                                                                   | カンニング竹山 |
| 6          | 2009年2月18日  | 優樹菜と希 冬うたSP                                                                     | ビビる大木 |
| 7          | 2009年2月25日  | 優樹菜と希 ファンモン                                                                   | 細川茂樹 |
| 8          | 2009年3月4日   | 佐々木希モデル裏側                                                                      | 宮川大輔 |
| 9          | 2009年3月11日  | 優樹菜（秘）はんにゃ 1時間SP                                                            | ケンドーコバヤシ、つんく♂（シャ乱Q）、村上ショージ、はんにゃ （VTR出演）                                               |
| 10         | 2009年3月18日  | エグザイル名曲ウラ話                                                                    | 松尾潔 |
| 11         | 2009年3月25日  | 優樹菜と希 北陽（秘）失恋                                                               | 北陽 |
| 12         | 2009年4月7日   | 木下優樹菜 佐々木希 はるな愛（秘）新生活を告白                                          | はるな愛 |
| 13         | 2009年4月14日  | ディズニー優樹菜興奮で佐々木希（秘）目覚まし                                            | 渡部建 （アンジャッシュ）                                                                                              |
| 14         | 2009年4月21日  | 木下優樹菜（秘）歌姫オーディション ワッキーも                                           | ペナルティ |
| 15         | 2009年4月28日  | GW映画集 優樹菜VSせんとくん?                                                            | TKO |
| 16         | 2009年5月5日   | U字工事が人気CMソング大追跡                                                             | U字工事 |
| 17         | 2009年5月12日  | 意外な結果カラオケ（秘）モテソング                                                      | 椿姫彩菜 |
| 18         | 2009年5月19日  | 今年大注目 激ヤバ歌姫が続々登場 市原隼人も                                              | 松尾潔 |
| 19         | 2009年5月26日  | キャバ姫祭舞台裏に潜入! 優樹菜                                                          | 関根勤 |
| 20         | 2009年6月2日   | ナイツ結婚衝撃の（秘）映像一部始終 ヤホー全開                                           | ナイツ |
| 21         | 2009年6月9日   | 響の片思い（秘）恋話暴露 グリーン芸人PV                                                 | 響 |
| 22         | 2009年6月16日  | 石井慧登場どうなる? 優樹菜と希 変なオトン                                               | 石井慧 |
| 23         | 2009年6月23日  | この時期… ストレスたまる人SP ウドダンス                                                 | キャイ〜ン |
| 24         | 2009年6月30日  | ノンスタが遠距離恋愛と浮気告白でブチ切れ                                                | NON STYLE |
| 25         | 2009年7月7日   | 速報上半期 七夕だからみんな浴衣 マイケル                                                | 大沢あかね |
| 26         | 2009年7月14日  | 夏ヘア特集 最強!巻き髪アレンジ                                                          | はるな愛 |
| 27         | 2009年7月21日  | 青山テルマ手相鑑定で（秘）事実発覚 禁断の恋愛                                           | 青山テルマ |
| 28         | 2009年7月28日  | 名作アニメ気になるワンフレーズ 聞けば納得                                               | 土田晃之 |
| 29         | 2009年8月4日   | ディズニー夏! びしょぬれ大騒ぎ（秘） ミッキー                                           | ギャル曽根 |
| 30         | 2009年8月11日  | 海の家SP 夏だ!水着だ!大騒ぎ（秘）罰ゲーム                                               | なし |
| 31         | 2009年8月18日  | エロ詩吟で90年代ブギーバック イントロQ                                                  | 天津・木村 |
| 32         | 2009年8月25日  | 甘く切ないひと夏の恋… 親太朗のチキン恋愛                                                | 山田親太朗 |
| 33         | 2009年9月1日   | アイ大暴れ 赤面!恋愛心理テスト 感激生うた                                               | AI |
| 34         | 2009年9月8日   | 石橋貴明の娘・穂のか（秘）恋話暴露 TGC密着                                              | 穂のか |
| 35         | 2009年9月15日  | 連休目前！秋のデート特集 パナキ希のダンス                                               | サバンナ |
| 36         | 2009年9月22日  | こんな夜は秋の泣き歌… 失恋号泣                                                          | アンガールズ |
| 37         | 2009年9月29日  | 西野カナとお買い物!着こなし術 原宿大騒ぎ                                                | 西野カナ |
| 38         | 2009年10月6日  | 森三中の男を落とす(秘)恋愛テク! モテ手相も                                              | 森三中 |
| 39         | 2009年10月13日 | ナイツ興奮 思わず“あぁー”な歌 それって何                                                | ナイツ |
| 40         | 2009年10月20日 | 初恋初カレ 井上真央&優樹菜&希&小森純告白                                                | 小森純 |
| 41         | 2009年10月27日 | モテメールこんなメールはイヤだ ハリセンも                                               | ハリセンボン |
| 42         | 2009年11月3日  | 浮気特集！ 危険…その時修羅場で女子要注意                                                | 谷原章介 |
| 43         | 2009年11月10日 | エグザイルヤバい話を一挙大公開 優樹菜興奮                                               | MAKIDAI NAOTO （EXILE）                                                                                                |
| 44         | 2009年11月17日 | ファンモン希と最新ゲーム対決! 優樹菜復活                                                | FUNKY MONKEY BABYS |
| 45         | 2009年11月24日 | 椿鬼奴乱入 鬼ステージ鬼メドレー謎の外国人                                               | 椿鬼奴 |
| 46         | 2009年12月1日  | ディズニー今年限定クリスマス! 光の海に涙                                                | なし |
| 47         | 2009年12月8日  | レミオ粉雪 ジュジュ（秘）涙の結末 ガチライブ 1時間SP                                    | レミオロメン、ROCK'A'TRENCH、JUJU+JAY'ED、Spontania、MAY'S、菅原紗由理                                                 |
| 48         | 2009年12月22日 | クリスマス女子の本音ぶっちゃけ 辻ちゃんが                                               | 辻希美 |
| 49         | 2009年12月29日 | 年間ランク 未公開NGたっぷりと                                                           | なし |
| 50         | 2010年1月5日   | あけおめでイマル襲来&今年イチオシ歌姫！                                                 | IMALU |
| 51         | 2010年1月12日  | 成人式直撃 渋谷ハタチギャル調査大変です! 赤裸々実態 祝!一周年                           | 河村隆一 |
| 52         | 2010年1月19日  | 倖田來未の恋愛道場! 浮気に失恋バッチこい お悩み相談ズバリ解決                           | 倖田來未 |
| 53         | 2010年1月26日  | AKB登場 ゲレンデがとろける恋 冬恋必勝(秘)モテメーク佐々木希が                           | AKB48 （高橋みなみ、小嶋陽菜、柏木由紀）                                                                               |
| 54         | 2010年2月2日   | 壮絶ダメ男サイテー話にブチギレ ダマされやすい手相? 佐々木希怒                           | mihimaruGT、島田秀平                                                                                                   |
| 55         | 2010年2月9日   | ベッキーのバレンタイン恋愛相談 マジでイイ話聞けます チョコ対策                          | ベッキー |
| 56         | 2010年2月16日  | ハライチの発掘! 名作(秘)着ボイス ヒーハーを超えるか? Hクライム                          | ハライチ |
| 57         | 2010年2月23日  | 卒業式の恋 北乃きいビックリ告白 東京ガールズ最新情報 (秘)つっかけ                       | 北乃きい |
| 58         | 2010年3月2日   | ディズニー“春の穴場スポット”大公開! 隠れショップ ジョイ興奮                             | JOY |
| 59         | 2010年3月9日   | 東京ガールズコレクション特大祭モデルの楽屋裏潜入! 私物も公開                            | なし |
| 60         | 2010年3月16日  | (秘)足ツボ? 春の健康診断で希が… パンクブー激痛に挑戦 モテRBT                            | パンクブーブー |
| 61         | 2010年3月23日  | 福田沙紀が本気涙… ドキュメント卒業式の裏側完全密着 噂の耳占い                           | 福田沙紀 |
| 62         | 2010年3月30日  | （秘）顔ヨガで優樹菜と希が変顔挑戦 “舌のむくみ"って? 春ラブ到来 ジュリエット            | Juliet |
| 63         | 2010年4月6日   | 坂本冬美の悩み解決! 恋愛保健室 渋谷ギャルVS冬美先生お花見ロケ                           | 坂本冬美 |
| 64         | 2010年4月13日  | スザンヌとフラフープ体操に挑戦 みんなでレッツ腰フリ 目覚まし音                          | スザンヌ |
| 65         | 2010年4月20日  | マルキュー横浜が新装オープン! ギャルの買い物大騒ぎ ショコタン                           | 中川翔子 |
| 66         | 2010年4月27日  | 水着ショー今年の流行一挙紹介! 沖縄まで行ったぞSP 優樹菜&希                              | IKKO |
| 67         | 2010年5月4日   | 恐怖の占い よゐこ濱口弟が登場! 赤裸々恋愛ガチ鑑定! セクシーV                            | 濱口善幸 |
| 68         | 2010年5月11日  | 山田優激怒 渋谷ギャルアンケート 別れの原因No.1は…? （秘）ペンギン                       | 山田優、PENGIN |
| 69         | 2010年5月18日  | 徹底検証! “遠距離恋愛(秘)SP” 結末は悲しい別れ…? 半年破局説                              | GIRL NEXT DOOR |
| 70         | 2010年5月25日  | 本日限定! “ジブリ映画大特集” 超拡大でお届けします最新作情報                             | サーターアンダギー |
| 71         | 2010年6月1日   | 激カワSP “ワンちゃん大集合” マジで癒されます… SATC2                                     | May J. |
| 72         | 2010年6月8日   | 緊急企画! “結婚しちゃいます” グッとくるプロポーズ                                       | つるの剛士 |
| 73         | 2010年6月15日  | はるな愛の “24時間マラソン” グッとくる応援歌特集 秘蔵映像も                             | はるな愛 |
| 74         | 2010年6月22日  | ロンブー淳 “浮気っぽい瞬間…” こんな行動に要注意! 見抜ける?                              | jealkb |
| 75         | 2010年6月29日  | ゲキアツ! “夏うた10年大特集” つゆもぶっ飛び そう快夏美女登場 「話題の(秘)夏美女が登場」 | moumoon |
| 76         | 2010年7月6日   | 上半期SP カエラ&小杉ヒーハー あやまんジャパン参戦 浴衣七夕祭                            | なし |
| 77         | 2010年7月13日  | 夏の悪夢!? “くまだまさし祭り” オススメ最新パンツ芸 空飛ぶヅラ 「(秘)パンツ芸」          | くまだまさし |
| 78         | 2010年7月20日  | 西野カナの “恋愛(秘)心理テスト” 恋人と別れる原因究明破局の色?                           | 西野カナ |
| 79         | 2010年7月27日  | ファンモン “八王子(秘)ぶらり旅” 極上カレー 「(秘)ラーメン」                             | FUNKY MONKEY BABYS |
| 80         | 2010年8月3日   | 水着ギャル “常夏のちょいエロ” 優樹菜&希マジ赤面… リップ登場                             | SU （RIP SLYME） |
| 81         | 2010年8月10日  | AKB大島 “お化け屋敷で絶叫” 夏の夜の恐怖体験SP キモ試し!                                 | AKB48 （大島優子、板野友美、宮澤佐江）                                                                                 |
| 82         | 2010年8月17日  | 名曲めぐり “後楽園ぶらり旅!” 地元の味! とりカレー(秘)総菜パン                           | MAY'S |
| 83         | 2010年8月24日  | AAA対決 “ぷよぷよ頂上決戦” 西島の鬼技に一同あ然 希も熱闘！                              | AAA（西島隆弘、與真司郎、宇野実彩子）                                                                                  |
| 84         | 2010年8月31日  | 優樹菜涙 “本当にありがとう” 佐々木希も驚きの感動その訳は… （オーディションSP）          | 西野カナ、Juliet、lecca                                                                                                |
| 85         | 2010年9月7日   | 東京ガールズコレクション密着!優樹菜結婚(秘)ウラ話!希が暴露!                             | なし |
| 86         | 2010年9月14日  | あやまんJAPAN“禁断の宴会芸密着”牛丼ゲームがブーム?希ポイポイ                            | あやまんJAPAN |
| 87         | 2010年9月21日  | ISSA激白“浮気とHなDVD”実体験トーク出まくり切ない恋・・・                                | ISSA（DA PUMP） |
| 88         | 2010年9月28日  | 名古屋メシ“超B級ラーメン!”定番味噌煮込みうどん SEAMOさん                                | SEAMO |
| 89         | 2010年10月5日  | エグザイル“熱闘!連射バトル”優樹菜&希も高速連射(秘)筋肉PV                                | TETSUYA、SHOKICHI（EXILE）                                                                                             |
| 90         | 2010年10月12日 | 戸越銀座で“思い出の激安定食”アイが優樹菜に(秘)祝杯幻のラジオ                            | AI |
| 91         | 2010年10月19日 | 女子必見!“23歳恋愛結婚説”衝撃の手相鑑定とは?青山テルマ絶句                              | 青山テルマ |
| 92         | 2010年10月26日 | 西野カナの“恋愛(秘)心理テスト”恥ずかしボロボロ結果 ササる歌詞                           | 西野カナ |
| 93         | 2010年11月2日  | 簡単お夜食“韓国風(秘)茶漬け!”優樹菜感激マジうまし 希vs神様                              | 伊藤由奈 |
| 94         | 2010年11月9日  | 秋の夜長は“恋する妄想女子!”その時、心が動いた…                                          | moumoon |
| 96         | 2010年11月16日 | AKB48号泣“じゃんけん涙裏側                                                              | AKB48（内田眞由美、石田晴香、小嶋陽菜）                                                                                |
| 97         | 2010年11月23日 | KARA大暴れ“K-POP大特集!”お尻ふりふりで対決だ!衝撃の梅干し                               | KARA |
| 98         | 2010年11月30日 | ベッキー♪♯と"恋愛心理テスト!"過去を引きずるのは誰 女は怖い?                             | ベッキー♪♯ |
| 99         | 2010年12月7日  | 一挙放出"年間ランク100"ヒルクライム、斉藤和義生歌、moumoon（1時間スペシャル）           | Hilcrhyme、斉藤和義、moumoon、ナオト・インティライミ、WEAVER、fumika（『レコチョク・オーディション』グランプリ受賞者） |
| 100        | 2010年12月21日 | 後藤真希の"クリスマス恋の話"男をダメにする女…?恋愛診断                                  | 後藤真希 |
| 101        | 2010年12月28日 | NG総集編"新妻・優樹菜メシ"衝撃!希の初回放送…ヒドすぎる                                  | なし |
| 102        | 2011年1月4日   | 植村花菜!"トイレの神様"生歌ノーカット完尺 で披露 佐々木希涙                             | 植村花菜 |
| 103        | 2011年1月11日  | フレンチ・キスうれし恥ずかし初キス林の中で・・・神社の前で甘い思い出                    | フレンチ・キス（柏木由紀、高城亜樹、倉持明日香）                                                                       |
| 104        | 2011年1月18日  | 衝撃の素人“養老の星☆幸ちゃん”ベストテン熱唱ライブ優樹菜あ然                             | 養老の星☆幸ちゃん |
| 105        | 2011年1月25日  | 若旦那の超オススメカレーパンって何?? 恋の修羅場特集                                     | 若旦那（湘南乃風） |
| 106        | 2011年2月1日   | 名曲続々!“ドラマ主題歌特集”名シーンもたっぷり!香里奈が…                                 | JAMOSA |
| 107        | 2011年2月8日   | ナオト・インティライミ登場“リアル電波少年!?”佐々木希の誕生日で…インド事件               | ナオト・インティライミ                                                                                                 |
| 108        | 2011年2月15日  | 群馬県の旅“女子高なう…って”まさかの両親直撃で!?優樹菜名言                               | MAY'S |
| 109        | 2011年2月22日  | 独占公開!“優樹菜結婚披露宴”佐々木希も式に出席!花嫁姿に涙                                | 青山テルマ |
| 110        | 2011年3月1日   | イルマリの"青春ラブレター"実録（秘）もんじゃデート（秘）宇宙食!?                        | ILMARI（RIP SLYME） |
| 111        | 2011年3月8日   | EXILE“マイケル・ジャクソン超分析”このダンスヤバすぎ! 筋肉写真                           | AKIRA NAOTO NESMITH（EXILE）                                                                                           |
| 112        | 2011年3月15日  | 大島優子の"初恋の瞬間は開脚"お酢グルメを大実験!牛乳×お酢                                | Not yet（大島優子、指原莉乃、横山由依）                                                                                |
| 113        | 2011年3月22日  | しずる秘話"解散を支えた名曲"手切れ金が1000円…? 優樹菜赤恥                               | しずる |
| 114        | 2011年3月29日  | アヴリル・ラヴィーン!あやまんJAPAN&少女時代!レディー・ガガもAKB48も大放出 涙の卒業式    | なし |
| 115        | 2011年4月5日   | 優樹菜暴走パラパラ名曲チワワ! 佐々木希が浜崎あゆみ語る! ケツメイシ手紙                  | なし |
| 116        | 2011年4月12日  | ナオト・インティライミ赤面“高校時代(秘)曲!”自宅でテープに録音!?優樹菜爆笑               | ナオト・インティライミ                                                                                                 |
| 117        | 2011年4月19日  | キマグレン"片思い彼女の伝言"のり疑惑?                                                   | キマグレン |
| 118        | 2011年4月26日  | WISE登場 宇多田ヒカルと(秘)関係 青春ソングジャンケン HIROKOが…                          | WISE、HIROKO（mihimaru GT）                                                                                            |
| 119        | 2011年5月3日   | スリムクラブ感激“高橋名人と固い絆”20年前の出会いから今 超レア映像                       | スリムクラブ |
| 120        | 2011年5月10日  | JUJUと“北酒場…(秘)な関係”H川たかしさん登場 優樹菜爆笑                                   | JUJU |
| 121        | 2011年5月17日  | フレンチ・キス“おやじキャラ全開”好きな食べ物…イカ!? 希の新曲!                           | フレンチ・キス（柏木由紀、高城亜樹、倉持明日香）                                                                       |
| 122        | 2011年5月24日  | 倉木麻衣と名門イタリア料理店!ダンディな(秘)父親登場 マライアも                          | 倉木麻衣、ジョルジョ（NERDHEAD）                                                                                       |
| 123        | 2011年5月31日  | FUNKY MONKEY BABYS「デビュー前(秘)映像」絶叫“やめてくれ!”優樹菜爆笑                     | FUNKY MONKEY BABYS |
| 124        | 2011年6月7日   | 三代目J Soul Brothersの“実録人生ほの字組”元メンバーついに登場 禁断写真も                | 三代目J Soul Brothers                                                                                                  |
| 125        | 2011年6月14日  | 笑い飯激白"同棲中のある恐怖" 実はインテリ坊ちゃんショパン曲                             | 笑い飯 |
| 126        | 2011年6月21日  | 初恋SP!“元カレ登場で涙…”これぞ純愛…感動の嵐 希もため息                                  | Juliet |
| 127        | 2011年6月28日  | MAKIDAIの“純愛でバカヤロー”駅で思わず抱きしめる歴史的瞬間                               | DJ MAKIDAI |
| 128        | 2011年7月5日   | 大島優子の“裸疑惑を徹底検証”目のやり場に困る…!? 総選挙裏話                              | Not yet（大島優子、北原里英、指原莉乃、横山由依）                                                                      |
| 129        | 2011年7月12日  | 益若つばさ“高校時代衝撃映像”ヤンチャしてたあの頃恩師も登場                              | Milky Bunny（益若つばさ）                                                                                              |
| 130        | 2011年7月19日  | 谷村奈南の“あまーい初恋の話”図書館デートにキュン(秘)セクシー                            | 谷村奈南 |
| 131        | 2011年7月26日  | Zeebra子育て“彼氏にマジ切れ?”街角ラップバトル勃発                                       | Zeebra |
| 132        | 2011年8月2日   | 理想のキスは?moumoonと妄想大会!優樹菜&希どんなキス                                      | YUKA（moumoon） |
| 133        | 2011年8月9日   | JAY'ED秘話JUJUがSって…? 希もさすがに突っ込む                                            | JAY'ED |
| 134        | 2011年8月16日  | MINMI激白!“衝撃の浮気対処法”優樹菜&希も驚き内容                                         | MINMI |
| 135        | 2011年8月23日  | 2PM登場!“宴会ゲームで対決”定番罰ゲームもあるよ                                          | 2PM |
| 136        | 2011年8月30日  | ICONIQ"彼氏が風俗通い?"問題発言に一同騒然!                                              | AILI、DJ KAORI、ICONIQ                                                                                                 |
| 137        | 2011年9月6日   | 決戦直前スペシャル 優樹菜&希が見守る中オーディション行方は                              | なし |
| 138        | 2011年9月13日  | オーディションスペシャル 今夜審査発表!オーディション最終章!!デビューするのは誰だ!?      | なし |
| 139        | 2011年9月20日  | ナイツの裏話“YMOと桂子師匠”ヤホー漫才誕生秘話?                                          | ナイツ |
| 140        | 2011年10月4日  | ソナーポケット登場“秋といえば…失恋” 佐々木希パピプペポ?                                 | ソナーポケット |
| 141        | 2011年10月11日 | CLIFF EDGE青春時代の秘話大暴露母のひと言に男泣き?                                       | CLIFF EDGE feat.中村舞子                                                                                               |
| 142        | 2011年10月18日 | BENI失恋秘話“チャラ男との別れ”部屋で全裸疑惑を検証                                      | BENI |
| 143        | 2011年10月25日 | 100万回のアイラブユーを生歌!サンドウィッチマンも                                        | Rake |
| 144        | 2011年11月1日  | Wエンジンの“衝撃映像&純恋愛”幸せすぎて…ゴメンね                                         | Wエンジン（チャン・カワイ、えとう窓口）                                                                                |
| 145        | 2011年11月8日  | ヒルクライム“初公開素顔SP!”恩師や上司に直撃取材                                         | Hilcrhyme |
| 146        | 2011年11月15日 | フレンチ・キスおなかぽっこり事件!グラビア現場で何が?                                    | フレンチ・キス（柏木由紀、高城亜樹、倉持明日香）                                                                       |
| 147        | 2011年11月22日 | 西島伝説再び“ガチぷよぷよ対決”宇野実彩子恋愛テク公開                                    | AAA（西島隆弘、宇野実彩子、末吉秀太）                                                                                  |
| 148        | 2011年11月29日 | ジャカジャカジャンケンで対決だ!優樹菜と希が弱すぎて                                     | 三浦大知 |
| 149        | 2011年12月6日  | 2011年総決算!最新!年間ランキング 今年のヒット曲たっぷり                                 | RAINBOW |
| 150        | 2011年12月13日 | 黒ひげ対決!T-ARAしょうゆこと 優樹菜の業界用語講座                                       | T-ARA |
| 151        | 2011年12月20日 | Fairies小さいおじさん事件簿 クリスマス名曲大特集                                        | Fairies |
| 152        | 2011年12月27日 | あやまんJAPAN乱入!!テッパン宴会ゲームだ カラオケあやまん現象                            | あやまんJAPAN |
| 153        | 2012年1月3日   | 祝4年目突入!!希の衝撃初回放送再び!!優樹菜の結婚舞台裏も…。                              | なし |
| 154        | 2012年1月10日  | 瀬戸&五十嵐"細かすぎる女性論"鼻の下の汗にキュン?                                        | D☆DATE |
| 155        | 2012年1月17日  | lecca伝説!RIP SLYME・SUの下ネタも ドラマ親友も登場!                                     | lecca |
| 155        | 2012年1月24日  | バカヤロー!May J.ダメ男失恋悲話 うっとりスタジオ生歌                                    | May J. |
| 156        | 2012年1月31日  | ナオト・インティライミ絶叫!中学時代のラブソング禁断テープを初公開!                      | ナオト・インティライミ                                                                                                 |
| 157        | 2012年2月7日   | CHEMISTRY下町もんじゃ交遊録!?実は…ケン玉がスゴイ                                        | CHEMISTRY |
| 158        | 2012年2月14日  | SDN48熱戦!“太鼓の達人バトル”優樹菜と希が強い強い                                        | SDN48（芹那、大堀恵、佐藤由加理）                                                                                      |
| 159        | 2012年2月21日  | おめでとう!木下優樹菜の妊娠報告 女は甘えなきゃダメ?                                     | BONNIE PINK |
| 160        | 2012年2月28日  | 山下智久登場“アメリカ横断秘話”めったに見えない素顔                                      | 山下智久 |
| 161        | 2012年3月6日   | ココが変だヨ世界で人気のJソングベイビーアイラブユー                                     | シェネル |
| 162        | 2012年3月13日  | 2NE1登場 ワニワニパニック対決 佐々木希のスッパイ顔                                      | 2NE1 |
| 163        | 2012年3月20日  | ラスト2回!“卒業式サプライズ”優樹菜&希…感動の涙                                          | fumika |
| 最終回     | 2012年3月27日  | 優樹菜&希、親友コンビのラスト!シメは魂の一曲で対決                                      | なし |

- 第7回まではゲストが何かしらのアイテムを持って登場していた。第1回から第5回までは巨大クラッカーを持たされていたが、カンニング竹山だけは鳴らさなかった。この他、ビビる大木はこの番組の記事が掲載された日刊スポーツ、細川茂樹は自身がオススメする家電を持ってきた。
- 2009年3月11日の放送は「ギラつきMAX 1時間SP」と題し放送時間を拡大。
- 2009年8月11日の放送は夏休み特別企画の為、ゲストはなし。
- 2009年11月3日の放送は日本シリーズ・巨人-日本ハム第3戦の中継が25分延長と、グラチャンバレー事前番組放送の為、35分遅れの25:04開始。
- 2009年11月10日の放送はグラチャンバレー2009 女子開幕戦 日本×韓国の中継が10分延長と『NEWS ZERO』10分拡大の為、20分遅れの24:49開始。
- 2009年12月1日の放送は全編東京ディズニーリゾートでのロケだったため、ゲストおよび大石、ローラの出演はなし。
- 2009年12月8日の放送は「年忘れギラつきMAX ライブSP」と題し、時間を拡大（2009年12月3日にSHIBUYA-AXで行われた「着うたの日ライブ'09」の模様を放送[19]）。
- 2009年12月15日はFIFAクラブワールドカップ2009中継の為、休止。
- 2009年12月29日放送は年間ランキング発表と総集編放送の為、ゲストはなし。
- 2010年1月5日放送は2009年末に収録したものを放送。
- 2010年2月16日、2月23日放送は『NEWS ZERO』の時間拡大の為、10分遅れの24:39開始。
- 2010年3月9日の放送は全編東京ガールズコレクション2010（横浜アリーナにて開催）の模様を放送した為、ゲストおよびNanami、有末の出演はなし。
- 2010年3月16日の放送は生誕100年2週連続松本清張スペシャル『霧の旗』（主演:市川海老蔵）放送の為、30分遅れの24:59開始。
- 2010年3月23日の放送は生誕100年2週連続松本清張スペシャル『書道教授』（主演:船越英一郎）放送の為、30分遅れの24:59開始。
- 2010年3月30日の放送は『さんま&所の大河バラエティ!超超近現代史!人間は相変わらずアホか!?』放送の為、30分遅れの24:59開始。
- 2010年6月1日は『NEWS ZERO』が日テレ系ecoウィークによる時間拡大の為、10分遅れの24:39開始。
- 2010年7月6日は上半期スペシャル放送の為、ゲストはなし。
- 2010年7月13日は『借りぐらしのアリエッティ』公開直前番組放送の為、10分遅れの24:39開始。
- 2010年7月20日は『ワケありお宝映像祭動画!インパクト王国』放送の為、30分遅れの24:59開始。
- 2010年8月24日は24時間テレビ33事前番組放送の為、15分遅れの24:44開始。
- 2010年8月31日はレコ★Hits!オーディションSPと題し、時間を60分に拡大（番組でも告知していた「レコチョクオーディション」の最終審査と、2010年8月25日にShibuya O-Eastで行われた『第2回レコチョクLive』の模様を放送）。
- 2010年9月7日は全編東京ガールズコレクション（さいたまスーパーアリーナで開催）の模様を放送したため、ゲストの出演はなし。
- 2010年9月28日は『明日使える!ジャパニーズジョークSHOW　テッパン』放送の為、14分遅れの24:43開始。
- 2010年10月5日は『超豪華!!スタア同窓会　ゲゲゲッ!の再会スペシャル』放送の為、30分遅れの24:59開始。
- 2010年12月7日は「レコ★Hits!着うたフル年間TOP 100スペシャル」と題し、時間を拡大（2010年12月2日にJCBホールで行われた「着うたの日ライブ'10」の模様を放送）。またこの日は『NEWS ZERO』が時間拡大のため、10分遅れの24:39開始。
- 2010年12月14日はFIFAクラブワールドカップ2010準決勝・マゼンベ（コンゴ）対インテルナシオナル（ブラジル）戦中継の為、休止。
- 2010年12月28日は年末特別編成のため、25:05から放送。また、この日は総集編放送のため、ゲストの出演はなし。
- 2011年1月4日は年始特別編成のため、24:59から放送。また、この日は2010年末に収録したものを放送。
- 2011年1月25日は「劇場版GANTZ公開記念・カウントダウンGANTZ第2夜」放送のため、10分遅れの24:39開始。
- 2011年2月22日は同年2月20日にウェスティンホテル東京で行われた木下と藤本敏史（FUJIWARA）の結婚披露宴の模様を放送（佐々木とレコHits!ガール、放送当日のゲスト・青山テルマも披露宴に出席。佐々木は木下の友人代表として祝辞を述べた[20]）。
- 2011年3月29日は東日本大震災復興支援サッカー・チャリティマッチ・日本代表対Jリーグ選抜中継のため、30分遅れの24:59開始。また、この日は総集編のため、ゲストの出演はなし。
- 2011年4月5日は『超豪華!!スタア同窓会　桜満開!会いたかったスペシャル』放送のため、30分遅れの24:59開始。また、この日はリニューアル後最初の放送ということで、ゲストの出演はなし。
- 2011年4月12日はDramatic Game 1844 プロ野球セ・リーグ開幕戦・巨人対ヤクルト戦（ユーピーアールスタジアム宇部）[21] 中継延長のため、25分遅れの24:54開始。
- 2011年5月31日は『NEWS ZERO』が日テレ系ecoウィークによる時間拡大の為、10分遅れの24:39開始。
- 2011年8月16日は『24時間テレビ34』事前番組放送のため、15分遅れの24:44開始。
- 2011年8月30日は『宝探しアドベンチャー 謎解きバトルTORE!』、『ZIP!』、『ヒルナンデス!』の番宣番組放送のため、10分遅れの24:39開始。
- 2011年9月6日は2014 FIFAワールドカップ・アジア地区3次予選・ウズベキスタン対日本戦放送のため、125分遅れの26:34開始。またこの日は「レコチョクオーディション」の直前ということもあり、ゲストはなし。
- 2011年9月13日は「レコチョクオーディション」の模様を放送。このため時間を1時間に拡大したが、ゲストはなし。
- 2011年9月27日は2011 ラグビー・ワールドカップ・日本対カナダ戦放送のため、休止。
- 2011年10月11日は『のどじまん ザ!ワールド』放送のため、30分遅れの24:59開始。
- 2011年11月1日は『スター☆ドラフト会議』拡大スペシャル放送のため、15分遅れの24:44開始。
- 2011年12月6日は『ネプ&イモトの世界番付スペシャル』放送のため、30分遅れの24:59開始。
- 2011年12月13日はFIFAクラブワールドカップ2011ハイライト放送のため、30分遅れの24:59開始。
- 2011年12月20日は『超豪華!スタア同窓会5・家政婦もミタ!!』放送のため、30分遅れの24:59開始。
- 2011年12月27日は『5夜連続!!TOKIO×嵐プレミアムナイト第2夜』放送のため、9分遅れの24:38開始。
- 2012年3月13日は『スター☆ドラフト会議緊急15分拡大スペシャル』放送のため、15分遅れの25:44開始。
- 2012年3月20日は『たけしの超新説研究所 最新科学が歴史を暴く』放送のため、30分遅れの24:59開始。
- 番組最終回となった2012年3月27日は『ネプ&イモトの世界番付スペシャル』放送のため、20分遅れ[22] の24:49開始。

## コーナー
「レコ☆Hits!」のコールは各コーナーを担当するレコ☆Hits!ガール（週替わり）が行っていた。

### 現在
- 魂の一曲!（2011年4月5日 -）
  - ゲストの思い出の曲を3曲選び、その曲にまつわるエピソードを披露する。2011年4月5日放送分はリニューアル初回ということで、木下、佐々木にとっての思い出の曲をじゃんけん4番勝負形式で対決。勝ったほうが曲をオンエアできる[23] といった形で行われた（ゲストがコンビの場合、行われることもある）。
- 今週の最新着うた・最新着うたフル

エンディングで今週の最新着うた・最新着うたフルを紹介。このコーナーは2名のレコ☆Hits!ガールが担当していたが、現在はVTRでの紹介となっている。

### 過去
- 特集（番組開始 - 2011年3月29日、初期は「レコ☆CHECK!」のタイトルだった）

レコ☆Hits!ガールが毎回一つのテーマに関する街頭アンケートを行い、その結果を紹介する。
- レコ☆Hits!音楽NEWS

先週のトップ5を紹介した後、この一週間の音楽NEWSを振り返る。2009年3月25日からは古閑陽子アナが担当。最近では冒頭に流れ、葉山エレーヌアナが担当していた。
- オシオシソング（2009年4月 - 終了時期不明）

ゲストが今、いち押しの曲を紹介する。

## スタッフ
- 構成：内田ぼちぼち
- TM：小椋敏宏
- SW：北折雅人
- カメラ：赤澤知弘
- 音声：木本文子
- VE：高橋卓
- ミキサー：中村一男
- 照明：青木真美
- TK：長坂真由美
- 音効：高取謙
- ECG：辻根昌枝
- 編集：奈雲正樹
- MA：久米川広成
- CG：インデザイン
- タイトル：安居院一展
- 美術：三浦昭彦
- デザイン：道勧英樹
- 大道具：泉慎一
- 小道具：高木重因
- 美術協力：日テレアート
- 編成：下田明宏
- 広報：柳沢典子
- 営業：中西健
- AP：村上早苗
- デスク：安永美和
- ディレクター：菊地香織、大石健、齋藤愛
- プロデューサー：横山剛輔、鈴木敦、浪岡厚生
- チーフプロデューサー：福地聡
- 制作協力：AX-ON、E Company
- 製作著作：日テレ

### 過去のスタッフ
- 企画：小山薫堂
- 構成：阿部ランダ
- SW：落合弘祐
- カメラ：泉博司
- 音声：依田真和
- VE：田口徹
- 照明：榎本舞
- TK：桜井英美子
- 美術：高野豊
- 大道具：町山宏
- 小道具：松下春香
- MA：駒路健一、浜口崇
- 編成：吉田絵、大山恭平、高谷和男、穂積武信
- 営業：倉橋佳子、定松亜紀
- スタジオD：永井和克、西川宏一
- ディレクター：高光由奈、森下剛、大西徹
- チーフプロデューサー：染井将吾、岡田泰三

## 放送局
| 放送対象地域 | 放送局                       | 放送曜日及び放送時間 |
| ------------ | ---------------------------- | -------------------- |
| 関東広域圏   | 日本テレビ（NTV） （制作局） | 火曜 24:29 - 24:59   |

### 過去のネット局
| 放送対象地域 | 放送局              | 放送曜日及び放送時間 | 放送期間                       |
| ------------ | ------------------- | -------------------- | ------------------------------ |
| 北海道       | 札幌テレビ（STV）   | 木曜 25:43 - 26:13   | 2009年1月16日 - 12月30日       |
| 宮城県       | ミヤギテレビ（MMT） | 金曜 25:25 - 25:55   | 2009年1月16日 - 12月25日       |
| 中京広域圏   | 中京テレビ（CTV）   | 水曜 24:59 - 25:29   | 2009年4月 - 12月30日           |
| 近畿広域圏   | 読売テレビ（ytv）   | 火曜 25:29 - 25:59   | 2009年1月14日 - 2011年12月27日 |
| 広島県       | 広島テレビ（HTV）   | 金曜 24:35 - 25:05   | 2009年1月16日 - 12月25日       |
| 福岡県       | 福岡放送（FBS）     | 水曜 25:39 - 26:09   | 2009年1月16日 - 12月30日       |

- 日本テレビ系列の基幹局の中で唯一放送していなかった中京テレビが2009年4月より放送開始、しかし同年12月30日放送で終了した。
- 番組メインの佐々木希、元レコ☆HITS!ガールの高橋京子の出身地・秋田県（秋田放送）では放送されていない。同局がレコチョクのスポンサードネット対象外のため。
- 札幌テレビでは2009年3月までは金曜26:20 - 26:50に放送されていた。
- 当初は2010年1月および2011年1月以降も日本テレビ・読売テレビ以外もネット予定だったが、レコチョク側の事情で日本テレビ・読売テレビのみの放送になった。しかし、読売テレビも2011年12月で終了した。